# 윌 샘슨
윌 샘슨(Will Sampson, 1933년 9월 27일 ~ 1987년 6월 3일)는 미국의 배우, 화가, 영화배우, 텔레비전 배우이다.
휴스턴에서 사망하였다. 사인은 신부전이다.

## 영화
- 폴터가이스트 2 (1986년)
- 지옥의 투사 (1986년)
- 사랑의 상대성 (1985년)
- 베가스 (1978년)
- 올카 (1977년)
- 마지막 우정 (1977년)
- 버팔로 빌과 인디언들 (1976년)
- 무법자 조시 웰즈 (1976년)
- 크레이지 마마 (1975년)
- 뻐꾸기 둥지 위로 날아간 새 (1975년) - 추장 역